# 貫索增六
北冕座τ，又名BD+36 2699，HD 145328、SAO 65108、HR 6018，是北冕座的一颗恒星，视星等为4.76，位于銀經58.39，銀緯47.47，其B1900.0坐标为赤經16h 5m 18.8s，赤緯+36° 47.47′ 42″。